# Castiglion Fibocchi
Castiglion Fibocchi è un comune italiano di 2 109 abitanti della provincia di Arezzo in Toscana.

## Storia
Il paese di Castiglion Fibocchi sorge sulle ultimi propaggini del massiccio del Pratomagno che degradano verso la piana di Arezzo, lungo l'antica Via Clodia (o Cassia Vetus). Il territorio comunale già abitato nella tarda età repubblicana (I secolo a.C.), attorno all'anno mille fu castello dei Conti Guidi a guardia della strada che collegava il Valdarno al Casentino. Nel 1385, con la vittoria di Firenze su Arezzo cadde anch'esso sotto il dominio della Repubblica di Firenze. Lungo l'attuale strada dei Setteponti si possono osservare alcuni esempi della tipica edilizia rurale: le Case Leopoldine, con la colombaia, la loggia e il portico, fra le più belle della zona. A monte del capoluogo si trova la piccola frazione di Gello Biscardo con il suo borgo antico splendidamente conservato. Sulla collina si possono osservare i ruderi di San Quirico, la pieve paleocristiana di cui si hanno testimonianze già dal II secolo.
Il marchesato di Castiglion Fibocchi, San Giustino e Castiglion Fibocchi fu concesso dal granduca Ferdinando II al suo valoroso generale Alessandro del Borro di Girolamo, vincitore dei Turchi, il 10 ottobre 1644. 
La sua abilità militare — combatté vittoriosamente nella guerra dei trent'anni per conto del granduca, cognato dell'imperatore — gli fece guadagnare il titolo di barone boemo e a 35 anni divenne nobile aretino, poi dal 1642 di primo grado. 
Uomo di cultura e erudito di matematica e fisica, elaborò col Torricelli un progetto per prosciugare la Val di Chiana. Dopo la sua morte a Corfù (1656) ne ereditò il titolo il figlio Niccolò (-1690) e i suoi eredi che lo mantennero fino alla legge di abolizione dei feudi granducali del 1749. A Niccolò, privo di eredi maschi, successe nel feudo il fratellastro generale Marco, che divenne governatore di Livorno (1677-1701) e morì privo di eredi maschi. I del Borro, patrizi aretini, furono già signori del castello del Borro dal 1254, da cui presero il nome presso Loro Ciuffenna, quale ultimo territorio del distretto aretino in Valdarno. I marchesi incrementarono la produzione agricola del feudo con il conseguente aumento della popolazione.
Al plebiscito organizzato per l'annessione della Toscana al Regno di Sardegna, Castiglion Fibocchi si espresse con schiacciante maggioranza a favore del mantenimento del regno separato (su 293 aventi diritto, 169 votanti, il regno separato ebbe 106 voti contro 46 che andarono all'annessione e 17 nulle). Qualcuno dice che questo risultato si ebbe perché fu l'unico posto in cui furono organizzate votazioni libere. Da qui l'appellativo di "re di Castiglion Fibocchi" dato a Ferdinando IV di Toscana, succeduto all'ultimo sovrano regnante di Toscana, Leopoldo II di Toscana.
Il paese deriva il suo nome Da Bocca o Bocco de' Pazzi di Valdarno, che non hanno niente a che vedere con i Pazzi della famosa congiura contro i Medici.
Il nome è riportato in antichi documenti come Castilium Filiorum Bocchi (Fi.Bocchi) e la sua cinta muraria era guarnita con sette torri. Di queste ne rimane solo una, però due porte sono ancora in piedi: Porta Fredda e Porta San Clemente. La fiera (del bestiame) era ed è tuttora la prima domenica di ottobre.
La mattina del 17 marzo 1981, a Castiglion Fibocchi, furono scoperti nella villa di Licio Gelli gli elenchi degli adepti alla loggia massonica segreta P2. 

### Simboli
Lo stemma comunale è stato riconosciuto con decreto del capo del governo del 2 luglio 1928.
Il gonfalone è un drappo partito di rosso e di bianco.

## Monumenti e luoghi d'interesse
- Palazzo Comunale
- Chiesa dei Santi Pietro e Ilario
- Chiesa di San Pietro in Pezzano
- Chiesa di San Giovanni Battista
- Pieve di San Quirico in Alfiano
- Monumento ai caduti dell'Arma dei Carabinieri, ultima opera pubblica di Venturino Venturi

## Società

### Evoluzione demografica
Abitanti censiti

### Etnie e minoranze straniere
Secondo i dati ISTAT al 31 dicembre 2009 la popolazione straniera residente era di 234 persone. Le nazionalità maggiormente rappresentate in base alla loro percentuale sul totale della popolazione residente erano:
- Romania 81 3,61%
- Albania 43 1,92%
- Kosovo 32 1,43%

## Amministrazione
- Classificazione sismica: zona 3S (sismicità media), Ordinanza PCM 3274 del 20/03/2003
- Classificazione climatica: zona D, 2093 GR/G
- Diffusività atmosferica: alta, Ibimet CNR 2002

Di seguito è presentata una tabella relativa alle amministrazioni che si sono succedute in questo comune.
| Periodo        | Periodo        | Primo cittadino     | Partito                               | Carica              | Note  |
| -------------- | -------------- | ------------------- | ------------------------------------- | ------------------- | ----- |
| 26 giugno 1988 | 7 giugno 1993  | Marcello Ralli      | Democrazia Cristiana                  | Sindaco             | [ 7 ] |
| 7 giugno 1993  | 28 aprile 1997 | Marcello Ralli      | Democrazia Cristiana                  | Sindaco             | [ 7 ] |
| 28 aprile 1997 | 14 maggio 2001 | Marcello Ralli      | centro                                | Sindaco             | [ 7 ] |
| 14 maggio 2001 | 30 maggio 2006 | Daniele Lapini      | lista civica                          | Sindaco             | [ 7 ] |
| 30 maggio 2006 | 17 maggio 2011 | Daniele Lapini      | lista civica                          | Sindaco             | [ 7 ] |
| 17 maggio 2011 | 21 marzo 2013  | Salvatore Montanaro | lista civica Vivi Castiglion Fibocchi | Sindaco             | [ 7 ] |
| 21 marzo 2013  | 26 maggio 2014 | Lorenzo Abbamondi   |                                       | Comm. straordinario | [ 7 ] |
| 26 maggio 2014 | 27 maggio 2019 | Salvatore Montanaro | lista civica Vivi Castiglion Fibocchi | Sindaco             | [ 7 ] |
| 27 maggio 2019 | in carica      | Marco Ermini        | lista civica Il futuro insieme        | Sindaco             | [ 7 ] |

### Gemellaggi
- Veurey-Voroize, dal 1991

## Sport

### Calcio
Le squadre di calcio del Paese sono il Settetorri 1983 A.S.D. che milita nel girone di Prima categoria della UISP di Arezzo, fondata nel 1983 con presidente Galantini Giacomo.

### Ciclismo
A Castiglion Fibocchi si sono svolte storicamente due corse di rilievo nazionale per ciclisti dilettanti:
- il "Trofeo Mario Zanchi" per Under-23, organizzato dal locale G.S. ACLI e dall'U.S. Fracor ASD di Levane, intitolato all'ex professionista Mario Zanchi, scomparso prematuramente nel 1976;
- il "Trofeo Festa Patronale" per Under-23/Elite, organizzato dal G.S. ACLI e dal G.S. Fausto Coppi ASD di Laterina.

Nel 2018 i due trofei sono stati assegnati nell'ambito di un'unica corsa per Juniores (ciclisti di 17-18 anni di età). Nel 2019 il Trofeo Mario Zanchi è tornato a essere prova per Under-23, mentre il Trofeo Festa Patronale è stato riservato agli Juniores. Dopo l'interruzione per la pandemia di COVID-19, dal 2021 i due trofei sono nuovamente assegnati in un'unica corsa nazionale, di classe 1.12, per ciclisti della categoria Elite e Under-23.

## Galleria d'immagini

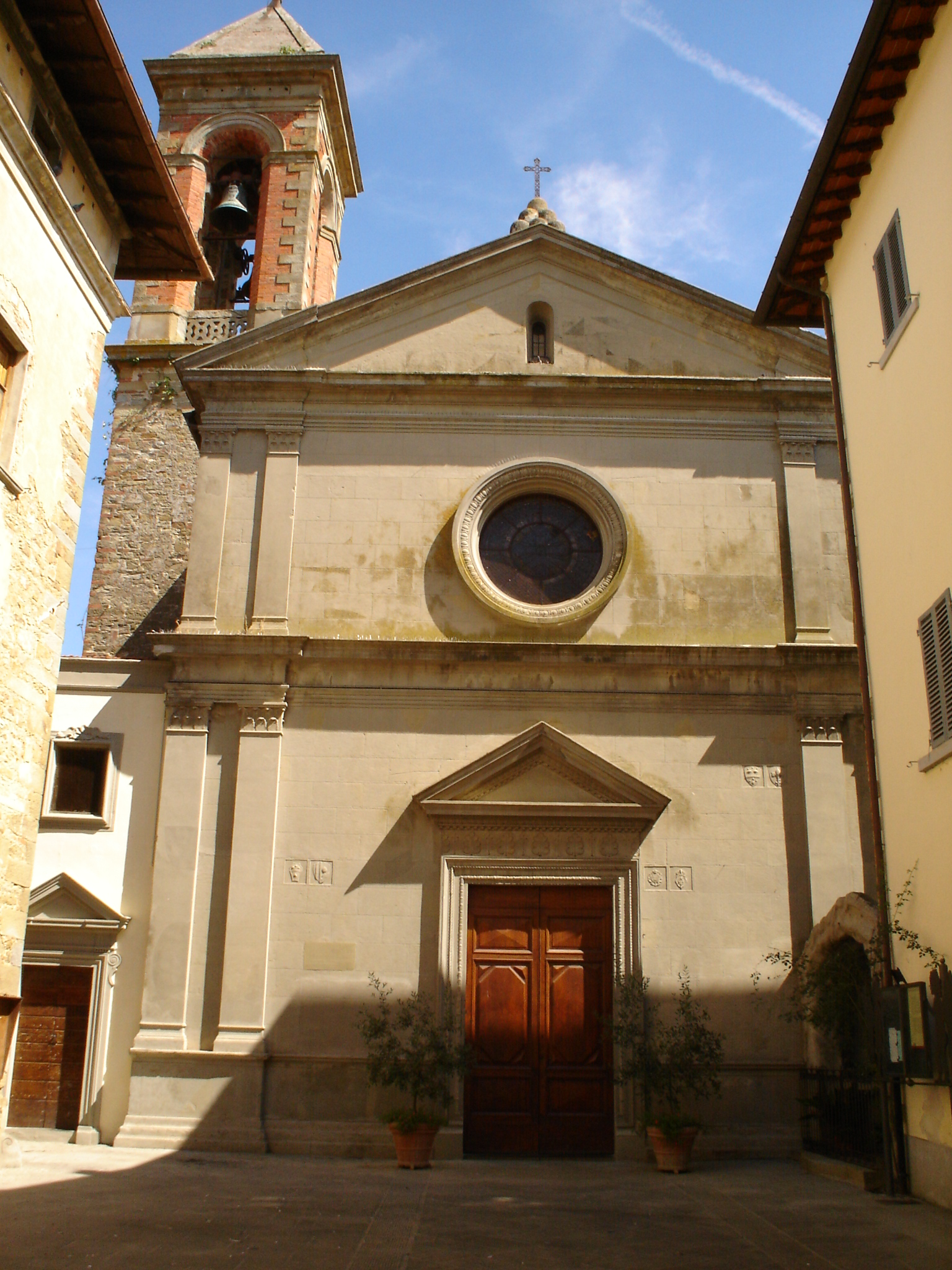
Chiesa di San Pietro e Sant'Ilario